# Geografia di São Tomé e Príncipe

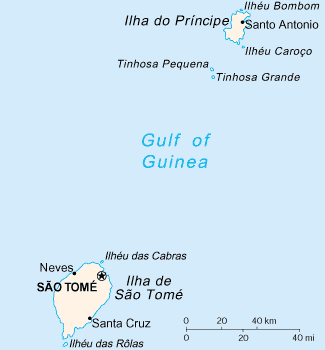
Mappa di São Tomé e Príncipe.

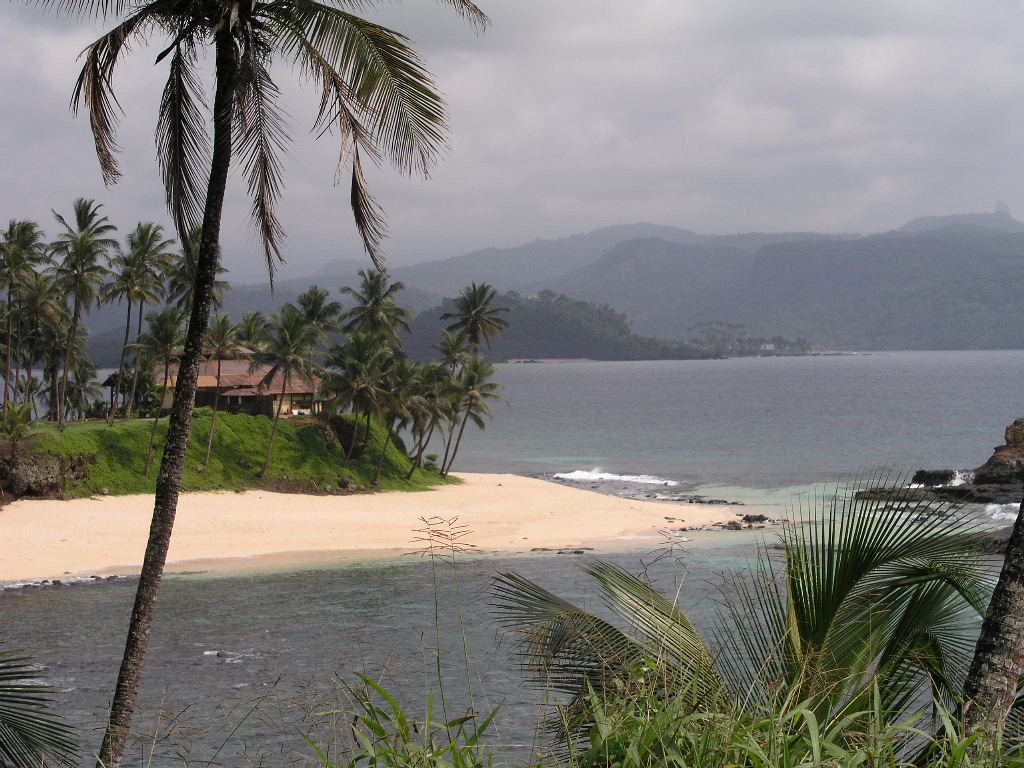
Spiaggia su São Tomé.

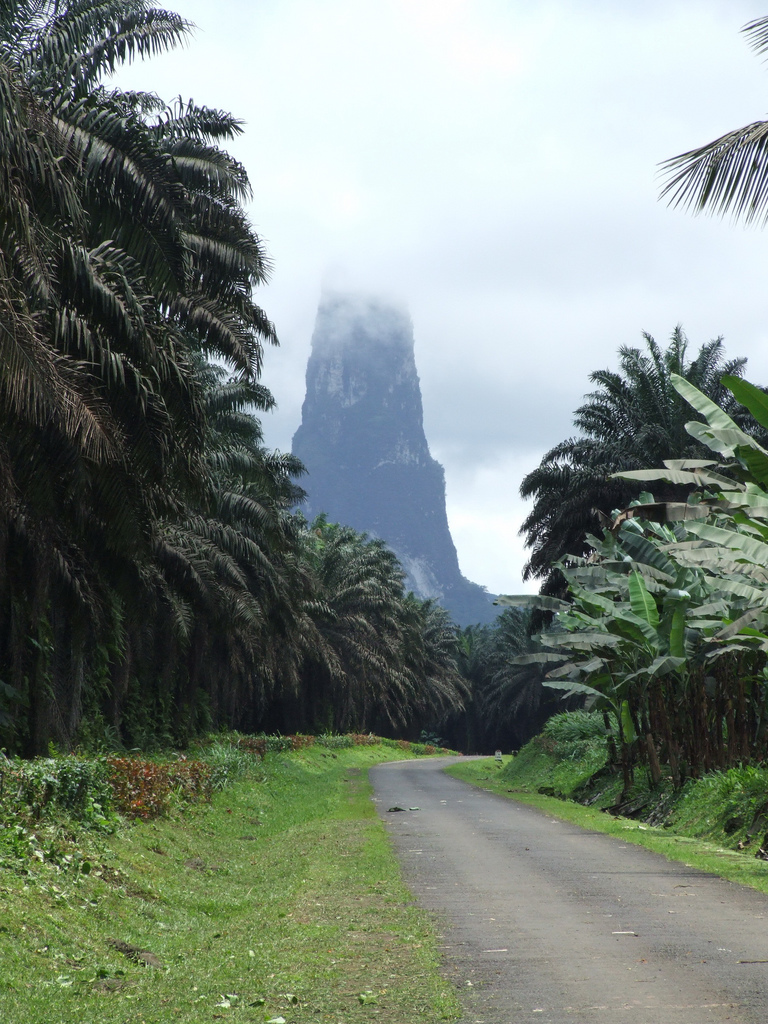
Un'imponente meraviglia naturale - il Pico Cão Grande.

São Tomé e Príncipe è un Paese dell'Africa centrale situato lungo l'Equatore nel golfo di Guinea. Comprende due isole principali - São Tomé e Príncipe - e alcune isolette rocciose quali Rôlas, a sud dell'isola di São Tomé, e Caroço, Pedras e Tinhosas, a sud di Príncipe.
São Tomé, di forma ovale, è più grande di Príncipe, situata circa 145 km a nord-est della sua isola sorella. La capitale del Paese, la città di São Tomé, è situata nella parte nord-orientale dell'isola omonima. I Paesi più vicini sono il Gabon e la Guinea Equatoriale, situati lungo la costa atlantica dell'Africa centrale.

## Morfologia e idrografia
Nelle regioni meridionali e occidentali di entrambe le isole, elevate montagne vulcaniche scendono precipitosamente verso il mare, sebbene nessuna delle isole abbia mostrato segni di qualsiasi tipo di attività vulcanica in secoli recenti. Nel nord-est le montagne scendono gradualmente verso piccole pianure. Il Pico de São Tomé, punto culminante dell'isola principale, si innalza fino a 2024 m sul livello del mare, e il Pico de Príncipe sull'isola minore raggiunge i 948 m. Queste aree montuose sono profondamente incise da torrenti che ne erodono la superficie, e spettacolari colli vulcanici isolati si distinguono come particolari punti di interesse. Torrenti rapidi e impetuosi scendono verso la costa in ogni direzione.

## Clima
Il clima è fondamentalmente marittimo e tropicale, ma, a causa della topografia irregolare, è presente una vasta gamma di microclimi. I venti umidi sud-occidentali prevalenti sono intercettati dalle montagne, di modo che le precipitazioni annue superano i 7000 mm nella parte sud-occidentale dell'isola di São Tomé, mentre l'estremità nord-orientale riceve meno di 760 mm di pioggia. La stagione secca, chiamata gravana, dura da giugno a settembre nel nord-est, ma è scarsamente individuabile nelle regioni più umide. Nelle aree costiere la temperatura annua media è elevata, aggirandosi sui 26 °C; anche l'umidità relativa media è elevata, di circa l'80 per cento. Le temperature medie diminuiscono improvvisamente con l'altitudine, e di notte scendono sotto i 10 °C a circa 700 m di quota. Al di sopra dei 1000 m una fine pioggiolina nebbiosa cade quasi continuamente e le notti sono fredde, sebbene gelate e neve siano del tutto sconosciute.

## Flora e fauna
La vegetazione originaria delle isole era costituita da una lussureggiante foresta pluviale tropicale, con una graduale transizione dalle foreste di pianura alle foreste nebulose. Alcune zone delle isole, specialmente nel sud e nell'ovest, sono ancora ricoperte da foreste pluviali. Gran parte di esse sono in realtà foreste secondarie che hanno preso il posto di piantagioni abbandonate. La flora e la fauna comprendono molte specie rare ed endemiche, riflettendo la diversità insulare e ambientale delle isole. Uccelli quali l'ibis, l'averla e il tessitore beccogrosso possono essere avvistati a São Tomé e Príncipe. Molte specie di piante, uccelli, rettili e piccoli mammiferi sono minacciate dalle pressioni antropiche sulle aree di foresta pluviale rimanenti.